# Blaxploitation

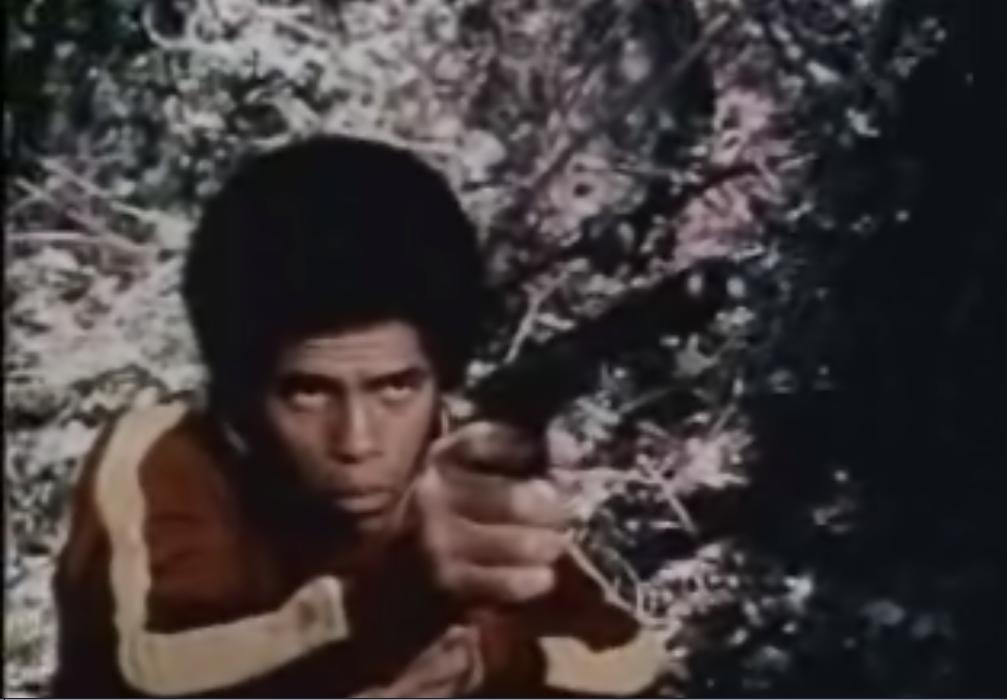

Un blaxploitation/blacksploitation film este un subgen al filmului de exploatație care s-a ivit în anii 1970, în Statele Unite ale Americii. Aceste filme se concentrează asupra traiului oamenilor cu origini africane din SUA, la început fiind un gen de film făcut special pentru aceștia. Cu timpul, audiența lor a devenit mai diversă.